# У Хэлин

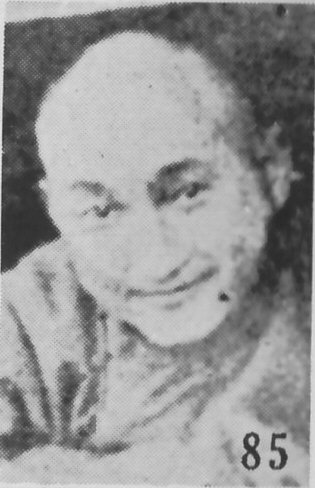
Фото из справочника «Кто есть кто в Китае»

У Хэлин (кит. трад. 吳鶴齡, упр. 吴鹤龄, пиньинь Wú Hèlíng, 1896 — 1980) или Юнэнбаян— политический деятель Китайской Республики. Был этническим монголом. Важный политик в Монгольском Автономном Правительстве и Монгольской Автономной Федерации (кит. 蒙古自治邦). Он родился в Харачинском хошуне правого крыла (Харачин-Юици; сейчас Харачин-Ци, Чифэн), Внутренняя Монголия.

## Ранние годы
У окончил педагогическое училище в Чэндэ, в тогдашней провинции Жэхэ, а затем Пекинский колледж права. В 1918 году он поступил в Пекинский университет, работая при этом Министром внутренних дел в Бэйянском правительстве. Он также оказывал большую поддержку принцу Гунсаннорбу. В это время он также работал в Пекинском педагогическом университете и был вице-генеральным секретарем Пекинской христианской ассоциации.
Окончил Пекинский университет в 1926 году, и вскоре после этого вступил в Гоминьдан.

## Политическая карьера
В апреле 1929 года У был назначен советником комиссии по вопросам Монголии и Тибета. В январе следующего года он был переведен на должность начальника той же комиссии. В июне 1932 года он вернулся к своей прежней работе в качестве советника комиссии.
В мае 1936 года Юньдуань Ванчукэ и Доло Дулэн Цзюньван создали Монгольское военное правительство, в чем также принял участие У, и где занимал разные должности. В октябре 1937 года он был назначен председателем Палаты советников Объединённого автономного правительства Мэнцзяна. В 1941 году он был назначен председателем Палаты по политическим вопросам Мэнцзяна.
После окончания Второй мировой войны и ликвидации Мэнцзяна У вернулся к гоминьдановским властям и был назначен главой Ассоциации советников при Военной комиссии. В 1949 году он участвовал в Движении автономии западной Монголии, и после неудачи этого движения, он бежал на Тайвань.
У умер в 1980 году.